# Benny Chan
Benny Chan Muk-Shing, auch Chan Muk-Sing, (chinesisch 陳木勝 / 陈木胜, Pinyin Chén Mùshèng, Jyutping Can4 Muk6sing3, kantonesisch Chan Muk-sing; * 7. Oktober 1961 in Hongkong; † 23. August 2020 ebenda) war ein aus Hongkong stammender Drehbuchautor, Filmregisseur und Filmproduzent.
Chan begann seine Laufbahn als Regieassistent bei dem Hongkonger Fernsehsender Television Broadcasts Limited (TVB). Ab 1990 war er als Regisseur, Produzent und Drehbuchautor für eigene Filme tätig. Er ist vor allem durch seine Zusammenarbeit mit Jackie Chan bekannt. Sein Schaffen als Regisseur umfasst rund zwei Dutzend Produktionen, vor allem Actionfilme. Er verstarb im Alter von 58 Jahren an den Folgen eines Nasopharynxkarzinoms und hinterließ eine Frau und zwei Kinder.
Sein letzter Film, Raging Fire, wurde nach seinem Tod veröffentlicht.

## Filmografie (Auswahl)
- 1998: Big Bullet (Regie und Drehbuch)
- 1998: Jackie Chan ist Nobody (Regie)
- 1999: Gen-X Cops (Regie und Drehbuch)
- 2000: Gen-Y Cops (Regie)
- 2003: Ein heldenhaftes Duo (Regie)
- 2004: New Police Story (Regie)
- 2005: Hongkong Crime Scene (Regie)
- 2006: Rob-B-Hood (Regie)
- 2007: Invisible Target (Regie und Drehbuch)
- 2008: Connected (Regie und Drehbuch)
- 2010: City Under Siege (Regie und Drehbuch)
- 2011: Shaolin (Regie und Produzent)
- 2013: The White Storm (Regie, Drehbuch und Produzent)
- 2015: Little Big Master (Produzent)
- 2016: Call of Heroes (Regie, Drehbuch und Produzent)
- 2017: Meow (Regie und Produzent)
- 2021: Raging Fire (Regie, Drehbuch und Produzent)